# پروژه ایلاستریس

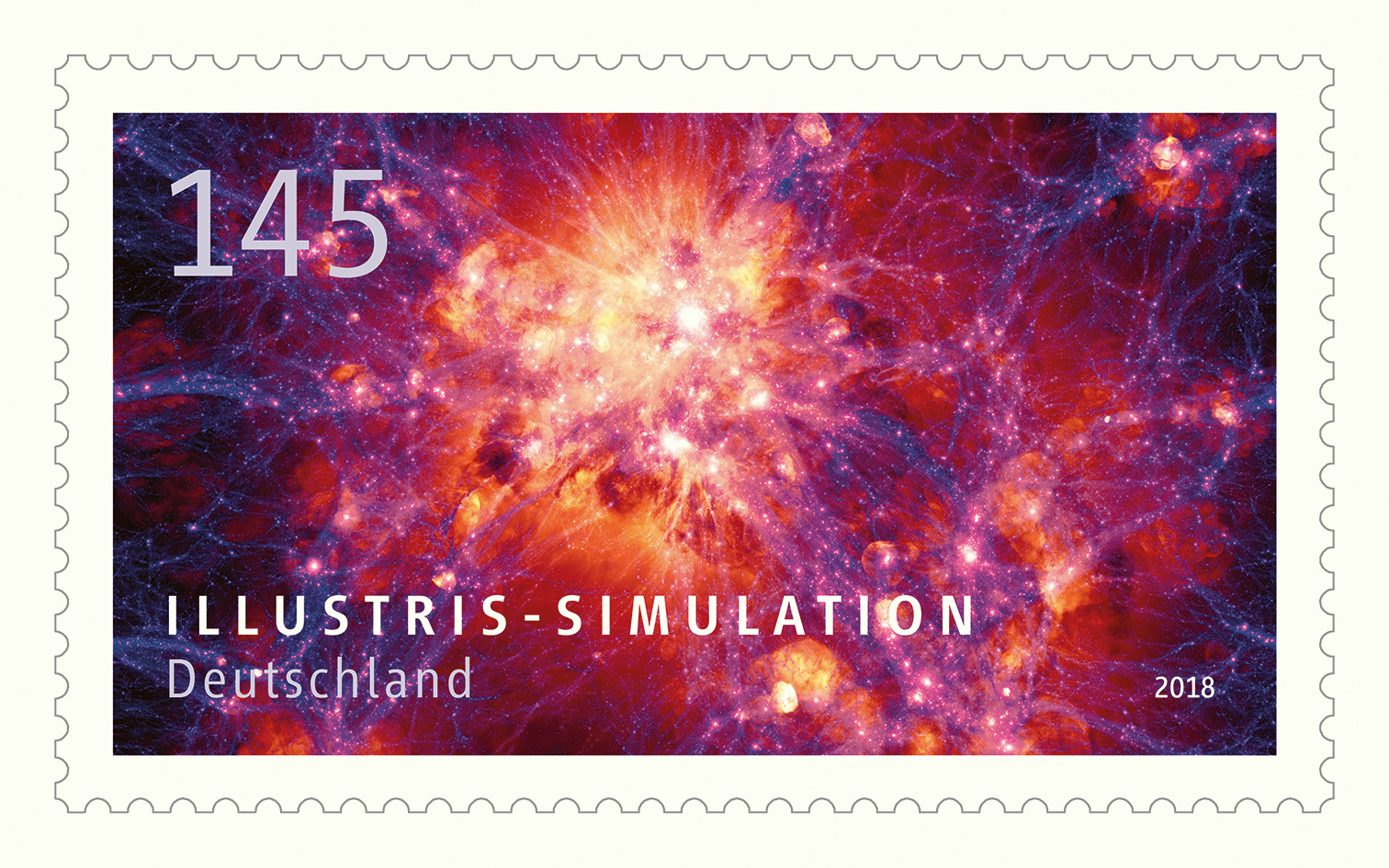
نمایی از یک‌تمبر خدمات پستی آلمان، چاپ‌شده به افتخار پروژه ایلاستریس - ۲۰۱۸

پروژه ایلاستریس یکی از سری شبیه‌سازیهای اخترفیزیکی در جریان است که با همکاری بین‌المللی دانشمندان اجرا می‌شود.
هدف این پروژه مطالعه فرایندهای شکل‌گیری و تکامل کهکشان‌ها با یک مدل جامع فیزیکی است. نتایج اولیه آن در چند مقاله منتشر شد و پس از آن به طور گسترده توسط مطبوعات پوشش داده‌شد.
پروژه همه داده‌های تولیدشده توسط شبیه‌سازی را در آوریل ۲۰۱۵ منتشر کرد.